# Roset-Fluans
Roset-Fluans is een gemeente in het Franse departement Doubs (regio Bourgogne-Franche-Comté) en telt 374 inwoners (1999). De plaats maakt deel uit van het arrondissement Besançon.

## Geografie
De oppervlakte van Roset-Fluans bedraagt 8,2 km², de bevolkingsdichtheid is 45,6 inwoners per km².
De onderstaande kaart toont de ligging van Roset-Fluans met de belangrijkste infrastructuur en aangrenzende gemeenten.

## Demografie
Onderstaande figuur toont het verloop van het inwonertal (bron: INSEE-tellingen).

1. ↑  Populations de référence 2022.